# Meleh Qeshlāq
Meleh Qeshlāq (persiska: مِلِه, مله قشلاق) är en ort i Iran.   Den ligger i provinsen Kurdistan, i den nordvästra delen av landet, 500 km väster om huvudstaden Teheran. Meleh Qeshlāq ligger 1 778 meter över havet och antalet invånare är 252.
Terrängen runt Meleh Qeshlāq är kuperad.Runt Meleh Qeshlāq är det ganska glesbefolkat, med 50 invånare per kvadratkilometer. Närmaste större samhälle är Şāḩeb, 16,4 km norr om Meleh Qeshlāq. Trakten runt Meleh Qeshlāq består i huvudsak av gräsmarker.